# Асато Анко
Анко Асато (安里 安恒, Asato Ankō , японською мовою Азато Ясутсуне, 1827 – 1906) був майстром карате Рюкюан . Він та Анко Ітосу були двома головними майстрами карате, які навчали Гічіна Фунакоші , засновника Шотокан карате. Про нього відомо небагато  , і більшість інформації про нього походить від Фунакоші. Багато статей містять інформацію про Асато,  , але відповідні частини явно базуються на його описах Фунакоші. 
Фунакоші вперше зустрів Асато, коли був шкільним товаришем сина Асато; він назвав Асато «одним із найбільших експертів Окінави в мистецтві карате».  За словами Фунакоші, сім’я Асато належала до класу Тунчі (殿内) (спадкові вожді міст і сіл) і мала владу в селі Асато, на півдорозі між Сюрі та Наха , і він був не лише майстром карате, але також вмів їздити верхи, Джіген-рю кендо (володіння мечами), стрільба з лука та винятковий учений. 
У статті 1934 року Фунакоші зазначив, що Асато та Ітосу разом вивчали карате під керівництвом Сокона Мацумури . Він також розповів, як Асато та Ітосу одного разу здолали групу з 20–30 нападників і як Асато влаштував пастку для порушників у своєму рідному селі. У своїй автобіографії 1956 року Фунакоші переповів кілька історій про Асато, у тому числі про політичну хитрість Асато у виконанні урядового наказу відрізати традиційні чоловічі маківки; Поразка Асато від Йоріна Канни, в якій неозброєний Асато переміг, незважаючи на те, що Канна був озброєний незатупленим клинком; його демонстрація одноочкового удару ( іппон-кен ); і товариські матчі Асато та Ітосу з армреслінгу. 

## Біографія
Анко Адзато народився в 1827 році в регіоні Шурі, який тоді був частиною Рюкюського королівства. Він походив із аристократичного роду, що дозволило йому отримати якісну освіту, зокрема в області китайської класичної літератури, каліграфії та бойових мистецтв.
З юних років Адзато вивчав традиційні стилі бойових мистецтв Окінави, зокрема шурі-те — стиль рукопашного бою, що поєднував впливи місцевої техніки та китайських бойових систем. Він удосконалював свої навички під керівництвом майстрів своєї епохи й став відомим як один з найкращих фахівців свого часу.

## Внесок у розвиток карате
Анко Адзато відіграв ключову роль у формуванні карате як систематизованого бойового мистецтва. Він був прихильником концепції, за якою важливість надається не тільки фізичній силі, а й стратегічному мисленню, точності та розвитку внутрішньої сили.
Особливу увагу Адзато приділяв навчанню ката (формальних комплексів технік) та принципам самозахисту без використання надмірної сили. Його методика мала значний вплив на розвиток сучасного карате, зокрема на стиль Шотокан, заснований його учнем Ґітіном Фунакоші.

## Відомі учні
Найвідомішим учнем Анко Адзато був Ґітін Фунакоші, який у своїх спогадах підкреслював визначну роль Адзато у формуванні його як майстра. За словами Фунакоші, Адзато не лише навчав технічним аспектам, а й прищеплював філософію бойових мистецтв, засновану на самоконтролі, моральності та миролюбстві.

## Спадщина
Анко Адзато вважається одним із ключових діячів у розвитку карате на Окінаві. Його підхід до тренування і філософія значною мірою визначили напрямок еволюції бойових мистецтв у XX столітті. Хоча Адзато не залишив після себе письмових праць, його вплив простежується через учнів та їхні роботи.